# Зиміна Валентина Василівна
Валентина Василівна Зиміна (нар. 5 грудня 1927, тепер місто Довжанськ Луганської області — ?) — українська радянська діячка, вчителька Успенської восьмирічної школи Олександрівського (Лутугинського) району Луганської області. Депутат Верховної Ради СРСР 6-го скликання.

## Життєпис
Народилася 1927 року в родині робітника в шахтарському селищі (тепер — місті Довжанську) на Луганщині.
У 1946—1949 роках — вчителька початкових класів семирічної школи № 2 селища Петрово-Красносілля Краснодонського району Ворошиловградської області.
У 1949 році закінчила Ворошиловградський (Луганський) педагогічний інститут.
З 1949 року — вчителька російської мови і літератури Успенської восьмирічної школи Олександрівського (тепер — Лутугинського) району Ворошиловградської (Луганської) області.
Потім — на пенсії в смт. Успенці Лутугинського району Луганської області.